# Гарнијерит
Гарнијерит се састоји од магнезијумом богатог филосиликата серпентина, талка, хлорита и смектита у коме је велики проценат магнезијума замењен никлом. Овај минерал се јавља у руди гарнијерита самостално или измешан са другим и тада обично садржи 20-40% никла (Ni).